# La Chunga (obra de teatro)
La Chunga es una obra de teatro del escritor peruano Mario Vargas Llosa. El estreno tuvo lugar el 30 de enero de 1986 en el teatro Canout de Lima.
Se compone de dos actos. El primero se divide en 5 escenas y el segundo en 10. Cada uno de ellas tiene un título relativo a la acción que se desarrolla en el mismo.

En 2009, se estrenó una nueva adaptación de La Chunga, dirigido por Giovanni Ciccia, y protagonizado por Mónica Sánchez y Stephany Orúe.

## Argumento
Cuatro amigos juegan a los dados en bar de la ciudad de Piura regentado por una mujer conocida como la Chunga. Hablan de sus conquistas amorosas y recuerdan la tarde en que uno de ellos de nombre Josefino acudió al local acompañado de Mercedes, una bella e ingenua muchacha a la que todos llaman Meche. Josefino perdió aquel día en el juego todo el dinero que tenía, y para resarcirse le propuso a la Chunga, que se sentía atraída por la muchacha, cederle a Meche por una noche a cambio de recibir 3000 soles.
Las dos mujeres subieron juntas a la planta de arriba del bar, donde la Chunga tenía su cuarto. Nadie supo lo que sucedió a continuación, pero a partir de entonces Meche desapareció y jamás se tuvo ninguna noticia de ella.
Josefino y sus 3 amigos rememoran los hechos que acontecieron aquel día y concluyen la historia según su imaginación, mezclando realidad y fantasía. Cada uno de ellos evoca la escena de una forma diferente.

### Fantasía de José
José cree haber estado presente en el acto de pasión amorosa que tuvo lugar entre la Chunga y Meche, su obsesión le hace pensar que ocurrió realmente, pues ese era el único desenlace posible.

### Fantasía de Lituma
Según la fantasía de Lituma, aquella noche Meche subió la escalera y el la siguió, le propuso matrimonio y ambos fugaron juntos.

### Fantasía del Mono
El Mono tiene sentimientos de culpa por un antiguo delito que cometió contra una niña y piensa que tanto la Chunga como Meche deben hacerle recibir un castigo por su reprobable comportamiento.

### Fantasía de Josefino
En la escena 9 Josefino relata su versión de los hechos. Tuvo una conversación con la Chunga y le propuso organizar un prostíbulo del que ambos obtendrían beneficios. Como ella se negó a ser su socia, sacó una navaja, la amenazó y la humilló, sin llegar finalmente a ningún acuerdo.

### Fantasía de la Chunga
En la última escena, La Chunga afirma que aquella noche Meche se despidió cuando ya era madrugada. Le dijo que se fuera si así lo deseaba, pero que si lo hacía, no quería saber a donde iba, ni volver a tener noticias suyas

## Personajes
- La Chunga
- Meche
- El Mono
- Josefino
- José
- Lituma[5]